# فلات شیموسا
فلات شیموسا (به ژاپنی: 下総台地 Shimōsa-daichi)، یک فلات در دشت کانتو در مرکز هونشو، ژاپن است. این فلات بیشتر شمال استان چیبا را در بر می‌گیرد. این فلات از نظر تاریخی دارای کشاورزی غنی بود، اما در قرن بیستم، فلات غربی و مرکزی شیموسا به یکی از مناطق صنعتی اصلی ژاپن تبدیل شد، و همچنین به یک شهر رفت و آمد در منطقه شهری توکیو تبدیل شد.